# Egisto Mosell
Egisto Mosell (Firenze, 1787 – Firenze, 1852) è stato un compositore, oboista e flautista italiano, ultimo esponente della famiglia toscana Mosell di origine lorenese, che fu protagonista della scena musicale fiorentina nei primi decenni del XIX secolo.

## Biografia
Nato Firenze nel 1787,  Egisto Mosell fu l'ultimo esponente di una famiglia di musicisti attiva sulla scena fiorentina tra gli ultimi decenni del XVIII secolo e i primi decenni del XIX secolo. Fratello di Giorgio Mosell, direttore della Banda della Real Guardia Palatina, e di Antonio e Giovanni Felice, violini nella cappella granducale, Egisto Mosell fu flautista apprezzato e l'oboista di maggior talento della scena toscana. In qualità di oboista, Egisto fece parte dell'orchestra del Teatro della Pergola dell'impresario Alessandro Lanari. Ricoprì in seguito la carica di Direttore di tutte le bande di S.A.I. il Gran Duca di Toscana.
L'attività concertistica fu affiancata da quella di compositore. Egisto Mosell compose infatti La Leopolda, nata come marcia d'ordinanza delle Guardie Civiche del Granducato di Toscana. Mosell ci ha inoltre lasciato composizioni musicali sia per flauto che per oboe.

## Opere
- Il paggio di Leicester: ballo in quattro atti: da rappresentarsi nell'Imp. e R. Teatro in Via della Pergola il carnevale dell'anno 1817, Egisto Mosell, Antonio Landini, Firenze 1817
- Scelta di musica ridotta in armonia, Editore Giuseppe Lorenzi, Firenze [18..]

- La Leopolda: marcia d'ordinanza per tutte le bande civiche della Toscana, composta e dedicata alla Guardia Nazionale dal prof. Egisto Mosell, dallo stab. musicale di Ferdinando Lorenzi, Firenze [18..]